# Rio São Gonçalo
O Rio São Gonçalo é um rio brasileiro que banha o estado do Ceará. Pertence à Bacia Hidrográfica Metropolitana.